# Andrew B. Moore
Andrew Barry Moore, född 7 mars 1807 i Spartanburg District (nuvarande Spartanburg County), South Carolina, död 5 april 1873 i Marion, Alabama, var en amerikansk politiker (demokrat). Han var guvernör i Alabama 1857–1861.
Moore flyttade 1826 till Marion, arbetade i två år som lärare, studerade juridik och inledde 1833 sin karriär som advokat. Den 5 december 1832 gifte han sig med Mary Ann Goree och paret fick fyra barn.
På 1840-talet debatterades det i delstatens representanthus huruvida alla inklusive slavar eller bara de vita borde ingå i de folkräkningar på basis av vilka mandaten i delstatens lagstiftande församling fördelades geografiskt. Moore förfäktade synsättet att slavar inte ska räknas med trots att detta innebar färre mandat för den delen av Alabama som han själv representerade. Moore var talman i delstatens representanthus 1843–1845.
Moore arbetade som domare 1851–1857. Han vann sedan guvernörsvalet 1857 som demokraternas kandidat. Trots att han var en konservativ demokrat var han den av kandidaterna som var minst entusiastisk inför tanken om Alabamas utträde ur USA. Två år senare omvaldes Moore även om förespråkarna för sydstaternas utträde ur unionen uppfattade honom fortsättningsvis som alltför moderat. Moore fick till sist överge sin försiktiga ståndpunkt då han 1861 ledde Alabama ut ur unionen. Han stödde valet av Jefferson Davis från Mississippi till Amerikas konfedererade staters president trots att motkandidaten William Lowndes Yancey kom från Alabama. Yancey företrädde en mera radikal linje i slaverifrågan än Davis. Moore efterträddes 2 december 1861 som guvernör av John Gill Shorter.